# Pentacros
Pentacros is een geslacht van hooiwagens uit de familie Podoctidae.
De wetenschappelijke naam Pentacros is voor het eerst geldig gepubliceerd door Roewer in 1949. 

## Soorten
Pentacros is monotypisch en omvat slechts de volgende soort:
- Pentacros margaritatus